# Happy★Boys
Happy★Boys (ハッピィ★ボーイズ?, Happii★Bōizu) è un dorama primaverile in 13 puntate di TV Tokyo andato in onda nel 2007. La serie è stata immediatamente adattata in un manga di 2 volumi.
La storia tratta di 5 giovani che sono stati assunti per lavorare in una trattoria-cafè, Lady Braganza, delle loro disavventure e comiche disgrazie.

## Protagonisti
- Kōji Seto: Segawa Kyoichi/Shiva
- Kenta Kamakari: Giunta di Akasaka/Renjou
- Keisuke Katō: Kitamura Kosuke/Ivory
- Gaku Shindo: Inada Gen/Silk
- Shugo Nagashima: Kokoro Tsuruoka/Ibu
- Eiji Sugawara: Fukawa Kiichi
- Shunji Fujimura: Shikawaichi Kura (proprietario)
- Tetsushi Tanaka: Katano Sakatoru/Katapi

### Star ospiti
- Megumi Komatsu (ep. 1-2)
- Natsuhi Ueno (ep. 3-4)
- Hisae Morishita (ep. 5-6)
- Takahiro Uemura (ep. 5-6)
- Kaori Ikeda (ep. 7-8)
- Atsushi Hashimoto (ep. 7-8)
- Rie Minemura (ep. 9-10)
- Toshiyuki Toyonaga (ep. 9-10)
- Hana Kino (ep. 11-13)